# Tuat Berberi
Tuat Berberi, berbrski narod ili skupina plemena, oko 56,000 pripadnika, naseljen u sjevernom Alžiru na kojih 48,000 četvornih kilometara. Glavno grdsko središte im je In-Salah, blizu platoa Plateau Du Tademait. Kraj naseljen Tuat Berberima izvorno je izgleda pripadao crncima Harratine, koji su se još održali u priličnom broju, a bilo je neko vrijeme i Židova.
Tuati se dijele na 4 glavne grupe, to su Gurara Oases, Tadekelt, Kerzaz i Tuat vlastiti. Slično ostalim sjevernoafričkim skupinama uz svoj berberski govore i arapskim jezikom, ali i sačuvanom berberskom tradicijom. Danas su oni poglavito farmeri koji uzgajaju datulje, ali i ječam, pšenicu, sirak, proso i drugo bilje. Tuati uzgajaju i kamile, u znatno većem broju nego konje i goveda, a karavane još imaju veliki značaj. Uz kamile, Tuati drže i velik broj magaraca, ovaca i koza. 
Tuati imaju između 300 i 400 malenih sela i gradića, a najveća sela zaštićena su zidovima od blata. Bogate obitelji stanuju u četvrtastim kućama sa zidovima visine od četiri metra. Harratine i robovi žive van ovakvih tuatskih naselja. Meu naseljima rijetko dolazi do ratova, i poglavito žive u harmoniji jedni s drugima.
Društvo Tuata sastoji se od 4 'kaste', koje se temelje po rođenju i bogatstvu. Kaste su shurifa (plemići porijeklom od Muhammeda), marabouti (sveti ljudi), slobodnjaci i harratine(potomci oslobođenih robova i crnaca). 
Svako selo predvodi demokratsko vijeće ili jemma, sastavljeno od odraslih muškaraca, koji se sastaju jednom tjedno. Ženidba je striktno monogamna, a bračni partner traži se unutar vlastite kaste.
Po vjeri su muslimani.